# Josefa Inmaculada González Bayo
Josefa Inmaculada González Bayo, née le 25 août 1966, est une femme politique espagnole membre du Parti socialiste ouvrier espagnol (PSOE).
Elle est élue députée de la circonscription de Huelva lors des élections générales de décembre 2015.

## Biographie

### Vie privée
Elle est célibataire.

### Formation et profession
Réalisant ses études à l'université de Huelva, elle détient un diplôme en ingénierie agricole et est experte universitaire en genre et égalité des chances. Elle obtient un diplôme post-grade en insertion au travail à l'université de Valence. Elle travaille tant dans le privé que dans les administrations publiques à des tâches relatives à l'insertion et à l'égalité des chances.

### Débuts politiques
Elle est élue conseillère municipale de Cartaya à l'occasion des élections municipales de mai 2003. Le maire socialiste, Juan Antonio Millán Jaldón, la charge du domaine du Développement local. Réélue lors du scrutin local de mai 2007, elle est alors promue deuxième adjointe au maire. Lors de ses deux mandats, elle est membre de la man-communauté de Beturia.
Le 16 octobre 2003, elle est nommée déléguée territoriale à l'Agriculture, à la Pêche et à l'Environnement dans la province de Huelva par Manuel Jiménez Barrios alors conseiller à la Présidence de la Junte d'Andalousie. Elle est relevée de ses fonctions administratives le 30 juillet 2015 et devient déléguée territoriale à l'Agriculture, à la Pêche et au Développement rural sur proposition de la conseillère María del Carmen Ortiz Rivas.

### Députée au Congrès
Elle abandonne ses fonctions administratives le 12 novembre suivant lorsqu'elle est investie en deuxième position sur la liste menée par José Juan Díaz Trillo dans la circonscription de Huelva à l'occasion des élections générales du mois de décembre suivant. Élue au Congrès des députés, elle est deuxième vice-présidente de la commission de l'Emploi et de la Sécurité sociale, siège à la commission de l'Étude du changement climatique et est porte-parole adjointe à la commission de l'Agriculture, de l'Alimentation et de l'Environnement.
À nouveau candidate lors du scrutin anticipé de juin 2016, elle conserve son siège à la chambre basse des Cortes Generales. Siégeant à la commission bicamérale pour l'Étude du problème des drogues, elle conserve ses attributions à la commission de l'Agriculture et à celle de l'Emploi. Après la constitution du gouvernement Sánchez I en juin 2018 et la démission de nombreux députés devenus ministres ou secrétaires d'État, elle devient porte-parole titulaire à la commission de l'Agriculture, de la Pêche et de l'Alimentation.

### Sénatrice
Dans la perspective des élections législatives d'avril 2019, elle est investie en deuxième position sur la liste sénatoriale présentée par le PSOE dans la circonscription de Huelva, derrière Amaro Huelva. Avec 91 185 voix, elle réalise le deuxième meilleur score de la province et remporte l'un des quatre sièges en dispute,. Au Sénat, elle exerce les responsabilités de porte-parole des élus socialistes à la commission de la Coopération internationale pour le développement et intègre les commissions du Travail, des Migrations et de la Sécurité sociale et des Droits de la Famille, de l'Enfance et de l'Adolescence.
Elle conserve son mandat au terme de la répétition électorale de novembre 2019,,. Elle maintient ses fonctions mais siège à la commission de la Science, de l'Innovation et de l'Enseignement supérieur au détriment de la commission du Travail.

### Maire de Cartaya
Elle concourt en deuxième position sur la liste conduite par Alexis Landero dans la commune de Cartaya lors des élections municipales de mai 2019. Bien que les socialistes soient arrivés en tête, une alliance entre les Indépendants pour Cartaya (ICAR), le Parti populaire (PP) et Ciudadanos (Cs) confie, à la majorité absolue, la mairie au conservateur Manuel Barroso qui gouverne en minorité. Face à une situation décrite comme « instable et ingouvernable », une motion de censure est déposée le 22 juin 2020 par le PSOE, Adelante Cartaya et Ciudadanos présentant le socialiste Alexis Landero comme candidat. Dès l'annonce du dépôt de la motion, Manuel Barroso porte plainte contre Landero du chef de corruption continue après que le premier a dévoilé des enregistrements du second pris après les élections municipales de 2015. Aucun autre candidat socialiste ne pouvant se porter candidat, il accède à l'exigence d'Adelante et Ciudadanos tendant à ce qu'une fois élu, il renonce à ses fonctions de maire afin de permettre que la motion de censure puisse prospérer et l'élection d'un autre socialiste dans la foulée.
Investi à la majorité absolue des 17 conseillers municipaux le 6 juillet suivant, Landero annonce déposer plainte contre Barroso pour coaction et menaces. Il remet ensuite sa démission le 13 juillet en précisant que ce n'est qu'un « au-revoir » dans la mesure où il compte revenir après s'être défendu contre la « poubelle médiatique » versée à son encontre. Dans cet intervalle, Pepa González est nommée première adjointe au maire et assume l'intérim. Proclamée nouvelle candidate socialiste par acclamation, elle est élue maire de la commune le 17 juillet grâce au soutien des trois formations ayant permis le succès de la motion de censure. Elle devient de fait la première femme maire de la commune.